# NGC 2347
NGC 2347 (другие обозначения — UGC 3759, IRAS07112+6447, MCG 11-9-39, KCPG 128B, ZWG 309.26, PGC 20539) — спиральная галактика (Sb) в созвездии Жираф.
Этот объект входит в число перечисленных в оригинальной редакции «Нового общего каталога».
Галактика NGC 2347 входит в состав группы галактик NGC 2347. Помимо NGC 2347 в группу также входят IC 2179, UGC 3642, UGC 3660, UGC 3764, UGC 3850 и UGC 3886.
В галактике взорвалась сверхновая SN 2001ee.